# Георгиевич, Димитрие
Димитрие Георгиевич-Бугарский (серб. Димитрије Георгијевић-Бугарский; 15 октября 1884, Пожаревац — 30 января 1959, Белград) — югославский военный деятель, генерал-полковник, участник обеих мировых войн.

## Биография
Родился 15 октября 1892 в Пожареваце (урождённый Димитрие Бугарский). О довоенной жизни известно не очень много: состоял в социал-демократической рабочей партии с 1908 года. В 1914 году был призван в австро-венгерскую армию на фронт Первой мировой войны, в одном из сражений попал в плен к русским. До 1917 года находился в плену, после Февральской революции вступил в РККА и принял участие в Октябрьской революции. После успешного прихода к власти большевиков сменил свою фамилию на Георгиевич, с 1919 года состоит во Всероссийской коммунистической партии (большевиков).
Служил в РККА до 1922 года, после чего занимал разные должности в СССР. Окончил Аграрный институт Свердловского государственного университета. С 1937 по 1939 годы участвовал в гражданской войне в Испании, но после победы националистов вернулся в СССР. В годы Великой Отечественной войны занимал разные должности в войсках РККА, а в июне 1944 года возглавил 1-ю отдельную югославскую пехотную бригаду, получив должность политрука. В октябре 1944 года с бригадой прорвался на родину и вошёл в состав 23-й сербской дивизии из 14-го сербского корпуса НОАЮ.
В послевоенные годы дослужился до звания генерал-подполковника Югославской народной армии. Занимал должность члена Ревизионной комиссии при ЦК КПЮ. В 1952 году ушёл в отставку. Скончался 30 января 1959, похоронен на Новом кладбище в Белграде.
За заслуги перед народном Югославии в годы Второй мировой войны награждён орденом «Заслуга перед народом» с золотой звездой и орденом «Братство и единство» с золотой звездой.